# Ахалкаци, Нодар Парсаданович
Нодар Парсаданович Ахалкаци (груз. ნოდარ ახალკაცი; 2 января 1938, Тбилиси — 25 января 1998, Тбилиси) — советский и грузинский футболист, нападающий, тренер. Мастер спорта СССР (1969), Заслуженный тренер СССР (1981).

## Биография
Играл за команды низших лиг СКВО Тбилиси (1957—1959) и «Локомотив» Тбилиси (1960—1966).
В 1967 году стал тренером «Локомотива», в 1974 году перешёл в тбилисское «Динамо», в котором работал главным тренером в 1976—1983 и 1985—1986 годах. На чемпионате мира-1982 был одним из тренеров сборной СССР. С 1990 года и до смерти был президентом Федерации футбола Грузии.
Скончался 25 января 1998 года по пути в тбилисский аэропорт от острого сердечного приступа. Умер он ровно через 40 дней после своего родного брата Гурама Ахалкаци.
Похоронен на Сабурталинском братском кладбище.
Сын Нодар Ахалкаци-младший также был в 2005—2009 годах президентом Федерации футбола Грузии.

## Признание
- Посмертно награждён высшей наградой ФИФА орденом Чести «за выдающийся вклад в развитие футбола»[5].
- В 2008 об Ахалкаци был снят документальный фильм «Маэстро грузинского футбола» (реж. Гоги Торадзе)[6].

## Достижения

### В качестве тренера
«Динамо» (Тбилиси)
- Чемпион СССР: 1978
- Серебряный призёр Чемпионата СССР: 1977
- Бронзовый призёр Чемпионата СССР (3): 1976 (весна), 1976 (осень), 1981
- Обладатель Кубка СССР (2): 1976, 1979
- Финалист Кубка СССР: 1980
- Обладатель Кубка обладателей кубков: 1981
- 1/2 финала Кубка обладателей кубков: 1982

### Личные
- Мастер спорта СССР (1981)
- Заслуженный тренер СССР (1981)
- Орден ФИФА «За заслуги» за вклад в развитие футбола (посмертно)